# Dvor Mokro polje
Dvor Mokro polje (nemško Nassenfeld) je stal v naselju Mokro Polje v Občini Šentjernej.

## Zgodovina
Dvorec so nekje v 17. stol. pozidali plemiči Wernegkhi na lokaciji prvotnega stolpastega dvora vitezov Nazzenveltov. Leta 1684 je Jurij Sigmund pl. Wernegkh dvorec prodal baronu Francu Ludviku Busethu, ki ga je združil z gospostvom Volavče. V 19. stol. so v dvorcu prebivali oskrbniki Hafnerji z gradu Gracarjev turn. Leta 1872 ga je kupil kmet Matija Pavc, leta 1892 pa Rok Dobravc. Leta 1929 so ga Dobravci podrli.  